# Предел (теория категорий)
Преде́л в теории категорий — понятие, обобщающее свойства таких конструкций, как произведение, декартов квадрат и обратный предел. Двойственное понятие копредела обобщает свойства таких конструкций, как дизъюнктное объединение, копроизведение, кодекартов квадрат и прямой предел.
Пределы и копределы, как и тесно связанные с ними понятия универсального свойства и сопряжённых функторов являются понятиями высокого уровня абстракции. Чтобы лучше их понять, полезно сначала изучить примеры конструкций, которые эти понятия обобщают.

## Определение
Пределы и копределы определяются при помощи диаграмм. Диаграмма типа J в категории C — это функтор:
F : J → C.
Категория J  является индексирующей категорией и функтор F играет роль разметки объектов и морфизмов категории C в терминах категории J.  Наибольший интерес представляет случай, когда J — малая или конечная категория. В этом случае диаграмма F : J → C называется малой или конечной.
Пусть F : J → C — диаграмма типа J в категории C.Конус над F — это такой объект N в C вместе с семейством морфизмов ψX : N → F(X), индексированных объектами X из категории J, такой что для любого морфизма f : X → Y в J верно, что F(f) o ψX = ψY.
Предел диаграммы F : J → C — это конус (L, φ) над F такой, что для любого конуса (N, ψ) над F существует единственный морфизм u : N → L, такой что φX o u = ψX для всех X в J.
Аналогичным образом определяется понятие копредела — нужно обратить все стрелки. А именно:
Коконус диаграммы F : J → C — это объект N категории C вместе с семейством морфизмов:
ψX : F(X) → N
для каждого X в J, такой, что для любого морфизма f : X → Y в J верно ψY o F(f) = ψX.
Копредел диаграммы F : J → C — это коконус (L, φ) такой, что для любого другого коконуса (N, ψ) существует единственный морфизм u : L → N, такой, что u o φX = ψX для всех X в J.
Как и любые универсальные объекты, пределы и копределы не всегда существуют, но если существуют, то определены с точностью до изоморфизма.

## Примеры пределов
Определение категорного предела достаточно широкое, чтобы обобщить иные часто используемые категорные конструкции. В примерах рассматривается предел (L, φ) диаграммы F : J → C.
- Терминальные объекты. Если J — пустая категория, в C существует только одна диаграмма типа J — пустая. Конус над пустой диаграммой это просто любой объект категории C. Предел над F — это любой такой объект, в который существует единственный морфизм из любого объекта, то есть терминальный объект.
- Произведения. Здесь J — дискретная категория (без нетождественных морфизмов), а диаграмма определенная функтором F — семейство объектов C проиндексированных J  и предел — это их произведение вместе с проекциями на сомножители, проекции образуют семейство морфизмов из определения конуса.
- Уравнитель. Здесь J — категория из двух объектов и двух параллельных морфизмов, тогда F — два параллельных морфизма и предел — это их уравнитель.
  - Ядро — это частный случай уравнителя, где один из морфизмов нулевой.
- Декартов квадрат. Здесь J состоит из трёх объектов и морфизмов из первого и второго объекта в третий.
- Если J — категория из одного элемента и тождественного морфизма, то предел — это тот элемент, в который отобразилась J.
- Топологические пределы. Пределы функций — частный случай пределов фильтров, которые связаны с категорными пределами следующим образом. В данном топологическом пространстве X рассмотрим F — множество фильтров на X, точку x ∈ X, V(x) ∈ F — фильтр окрестностей x, A ∈ F — некоторый конкретный фильтр и {\displaystyle F_{x,A}=\{G\in F\mid V(x)\cup A\subset G\}} — множество фильтров тоньше A и сходящихся к x. На фильтрах F можно задать структуру категории, сказав, что стрелка A → B существует тогда и только тогда, когда A ⊆ B. Вложение {\displaystyle I_{x,A}:F_{x,A}\to F} становится функтором и выполняется следующее утверждение:
x — топологический предел A тогда и только тогда, когда A — категорный предел {\displaystyle I_{x,A}}.[2]

## Свойства

### Существование
Говорят, что категория имеет пределы типа J, если любая диаграмма типа J имеет предел.
Категория называется полной, если она имеет предел для любой малой диаграммы (то есть диаграммы, элементы которой образуют множество). Аналогично определяются конечно полные и кополные категории.

### Универсальное свойство
Рассмотрим категорию C с диаграммой J. Категорию функторов CJ можно считать категорией диаграмм типа J в C. Диагональный функтор {\displaystyle \Delta :{\mathcal {C}}\to {\mathcal {C}}^{\mathcal {J}}} — это функтор, отображающий элемент N категории C в постоянный функтор Δ(N) : J → C, отображающий всё в N.
Для данной диаграммы F: J → C (понимаемой как объект CJ), естественное преобразование ψ : Δ(N) → F (понимаемое как морфизм категории CJ) — то же самое, что конус из N в F. Компоненты ψ — морфизмы ψX : N → F(X).
Определения предела и копредела можно переписать как:
- Предел F — универсальная стрелка из Δ в F.
- Копредел F — универсальная стрелка из F в Δ.

## Функторы и пределы
Функтор G : C → D индуцирует отображение из Cone(F) в Cone(GF). G сохраняет пределы в F, если (GL, Gφ) — предел GF, когда (L, φ) — предел F. Функтор G сохраняет все пределы типа J, если он сохраняет пределы всех диаграмм F : J → C. Например, можно говорить, что G сохраняет произведения, уравнители и т. д. Непрерывный функтор — это функтор, сохраняющий все малые пределы. Аналогичные определения вводятся для копределов.
Важное свойство сопряжённых функторов — то, что каждый правый сопряженный функтор непрерывен и каждый левый сопряженный функтор конепрерывен.
Функтор G : C → D поднимает пределы для диаграммы F : J → C если из того, что (L, φ) — предел GF следует, что существует предел (L′, φ′) в F, такой что G(L′, φ′) = (L, φ). Функтор G поднимает пределы типа J, если он поднимает пределы для всех диаграмм типа J. Существуют двойственные определения для копределов.